# Lucio Norberto Mansilla
Lucio Norberto Mansilla (Buenos Aires, 4 de Março de 1792 - 10 de Abril de 1871) foi um militar e político argentino que se destacou em guerras envolvendo seu país, com destaque para a Guerra da Independência da Argentina e a Guerra da Cisplatina. É considerado um dos maiores heróis nacionais devido a vitória na Batalha da Vuelta de Obligado, onde comandou as forças argentinas contra os navios franceses e britânicos.

O historiador Adolfo Saldías escrevendo sobre o "Herói da Vuelta de Obligado" disse:
| “ | O general Don Lucio Norberto Mansilla, é uma das figuras mais culminantes do ex-exército argentino. Como um geral tático, como um cidadão e como um homem público participou distinto nos principais eventos que ocorreram durante os primeiros cinquenta anos de vida independente de sua país, e seu nome ligado às glórias da Argentina, foi recomendado a gratidão pública para o Libertador Don José de San Martin e Rivadavia era seu amigo. | ” |

1. ↑  Adolfo Saldías, "História da Argentina Confederação, Rozas e seu tempo". edição revista segunda, Volume IV. P. 237.